# Thai League Cup
La Thai League Cup è la coppa di lega nazionale della Thailandia organizzata dalla Federazione calcistica della Thailandia, nata nella stagione del 1987 si è svolta regolarmente fino a quella 1994 per poi essere sospesa fino al 2010 anno in cui è ricominciato il suo svolgimento annuale.

## Finale
| Anno | Vincitore                                  | Risultato                                  | Finalista                                  | Stadio                                     |
| ---- | ------------------------------------------ | ------------------------------------------ | ------------------------------------------ | ------------------------------------------ |
| 1987 | Royal Thai Air Force                       |                                            |                                            |                                            |
| 1988 | Bangkok Bank                               |                                            |                                            |                                            |
| 1989 | Royal Thai Police                          |                                            |                                            |                                            |
| 1990 | Bangkok ( Osotspa Saraburi + Navy)         |                                            |                                            |                                            |
| 1991 | Royal Thai Police                          |                                            |                                            |                                            |
| 1992 | Krung Thai Bank                            |                                            |                                            |                                            |
| 1993 | Royal Thai Police                          |                                            |                                            |                                            |
| 1994 | Royal Thai Air Force                       |                                            |                                            |                                            |
| 2010 | Port                                       | 2-1                                        | Buriram PEA                                | Suphachalasai                              |
| 2011 | Buriram PEA                                | 2-0                                        | Port                                       | Suphachalasai                              |
| 2012 | Buriram PEA                                | 4-1                                        | Ratchaburi Mitr Phol                       | Thammasat Stadium                          |
| 2013 | Buriram Utd                                | 2-1                                        | Ratchaburi Mitr Phol                       | Thammasat Stadium                          |
| 2014 | BEC Tero Sasana                            | 2-0                                        | Buriram Utd                                | Suphachalasai                              |
| 2015 | Buriram Utd                                | 2-1                                        | Sisaket                                    | Suphachalasai                              |
| 2016 | Buriram Utd e Muangthong Utd               | Buriram Utd e Muangthong Utd               | Buriram Utd e Muangthong Utd               | Buriram Utd e Muangthong Utd               |
| 2017 | Muangthong Utd                             | 2-0                                        | Chiangrai Utd                              | Suphachalasai                              |
| 2018 | Chiangrai Utd                              | 1-0                                        | Bangkok Glass                              | Thammasat Stadium                          |
| 2019 | PT Prachuap                                | 1-1 (8-7 dtr)                              | Buriram Utd                                | SCG Stadium                                |
| 2020 | Cancellata a causa della pandemia COVID-19 | Cancellata a causa della pandemia COVID-19 | Cancellata a causa della pandemia COVID-19 | Cancellata a causa della pandemia COVID-19 |
| 2021 | Cancellata a causa della pandemia COVID-19 | Cancellata a causa della pandemia COVID-19 | Cancellata a causa della pandemia COVID-19 | Cancellata a causa della pandemia COVID-19 |
| 2022 | Buriram Utd                                | 4–0                                        | PT Prachuap                                | BG Stadium                                 |
| 2023 | Buriram Utd                                | 2–0                                        | BG Pathum Utd                              | Thunderdome Stadium                        |
| 2024 | BG Pathum Utd                              | 1–0                                        | Muangthong Utd                             | Thammasat Stadium                          |

## Titoli per club
| Club                 | Vittorie | Stagioni                                 |
| -------------------- | -------- | ---------------------------------------- |
| Buriram Utd          | 7        | 2011, 2012, 2013, 2015, 2016, 2022, 2023 |
| Royal Thai Police    | 3        | 1989, 1991, 1993                         |
| Royal Thai Air Force | 2        | 1987, 1994                               |
| Muangthong Utd       | 2        | 2016, 2017                               |
| Krung Thai Bank      | 1        | 1992                                     |
| Bangkok Bank         | 1        | 1988                                     |
| Osotspa Saraburi     | 1        | 1990                                     |
| Port                 | 1        | 2010                                     |
| BEC Tero Sasana      | 1        | 2014                                     |
| Chiangrai Utd        | 1        | 2018                                     |
| PT Prachuap          | 1        | 2019                                     |
| BG Pathum Utd        | 1        | 2024                                     |